# Cmentarz św. Andrzeja Boboli w Łodzi-Nowosolnej
Cmentarz św. Andrzeja Boboli w Łodzi-Nowosolnej – cmentarz rzymskokatolicki pw. św. Andrzeja Boboli, znajdujący się ul. J. Kasprowicza 1 na osiedlu Nowosolna w Łodzi, ujęty w Gminnej Ewidencji Zabytków.

## Historia
Cmentarz powstał prawdopodobnie około 1802 roku, wraz z utworzeniem kolonii Nowosolna jako cmentarz ewangelicko-augsburski. Po II wojnie światowej przekształcony w cmentarz rzymskokatolicki. Najstarszy zachowany nagrobek pochodzi z 1949 roku i należy do Józefa Bajsarowicza. Cmentarz zajmuje powierzchnię 2,0 ha.